# Bokus
Bokus AB är en internetbokhandel, grundat 1997, med säte i Stockholm. Företaget fokuserar på att sälja böcker via Internet, framför allt på den svenska marknaden men levererar sedan november 2006 även till andra länder. 

## Bakgrund
Företaget grundades i augusti 1997 av Kajsa Leander och Ernst Malmsten under namnet Bokus. Redan året därpå såldes bolaget till KF Media vilka år 2000 sålde 50 procent av bolaget till tyska Bertelsmann. År 2002 köpte KF Media åter Bertelsmanns andel. Under en period hette butiken Bol. Hösten 2005 övertog Bokus Akademibokhandelns Internetförsäljning och bytte då namn till Akademibokhandeln Bokus AB. I september 2006 övertog Bokus även Exlibris.se vilket skedde samtidigt med köpet av de fyra faktiska Exlibrisbutikerna i Stockholm. Bokus hade år 2007 67 anställda, samt en omsättning på 393 miljoner kronor.
Bokus blev 2009 en del av Akademibokhandeln och blev den 1 mars 2014 helägt av Akademibokhandeln AB. Året efter avyttrade KF-koncernen Akademibokhandeln och Bokus, och mellan 2017 och 2021 ägdes de av industrigruppen Volati. Den 4 juni 2021 börsnoterades moderbolaget Bokusgruppen på Nasdaq First North. 
Bokus lanserade 2010 ett antal mobila applikationer, för både Iphone, Ipad och Android. Försäljning av e-böcker sker på e-handelsplatsen dito.se. I mars 2018 lanserade Bokus en ny ljudbokstjänst, Bokus Play, en online-baserad streaming-tjänst för ljudböcker.